# Radio Montecarlo (Chile)
Radio Montecarlo es una estación radial chilena ubicada en el 102.7 MHz del dial FM en la ciudad de La Serena, donde tiene su sede. 
Sus estudios centrales están ubicados en calle Gabriel González Videla 2295, La Serena, con oficinas comerciales en calle Alberto Baines 1130 en la comuna de Ñuñoa, Santiago de Chile.
Es propiedad de Domingo Sandoval Lira y Ruby Piña Espina, quienes conforman la Sociedad Radiodifusora Montecarlo Ltda., Sandoval es más conocido como el "Tío Memo", animador del exitoso programa infantil Los bochincheros entre 1976 y 1982 en Canal 9 y posteriormente en Teleonce en Chile; a partir de 1987 incursiona en la televisión internacional hasta 1992 trabajando en Costa Rica, Honduras, El Salvador, Guatemala, Ecuador, Estados Unidos, entre otros países.

## Historia
Radio Montecarlo es una empresa familiar cuya historia comienza en 1978, pero desde 1985 como productora de televisión y estudio de grabación. Sus actividades era la realización de comerciales para radio y televisión. La productora fue pionera en comerciales para televisión en blanco y negro y a partir de 1979 en colores. 
El nombre de Radio Montecarlo fue importado de Radio Monte Carlo de Montevideo, Uruguay, coincidentemente en Chile sus oficinas estaban ubicadas en la comuna de Providencia en calle Montecarlo 35, Santiago de Chile; sin embargo a partir de 1989, la calle Montecarlo 35 pasó a llamarse Montecarmelo 35.
Por sus estudios de grabación desfilaron las principales voces de locutores chilenos, Petronio Romo, Gabriel Salas, Fernando James, Sergio Silva, Javier Miranda, Milena Glasinovic, esto permitió a Radio Montecarlo la realización de grandes producciones de programas, como también la producción de jingles que identificaron la estación en sus primeros años de transmisión.
Después de seis años como productora, Montecarlo Sonido Televisión se abre a las comunicaciones en la radiodifusión, con la experiencia radial de Domingo Sandoval Lira, quien había trabajado como locutor en las radios Cooperativa y Pilmaiquén de Valdivia, Sarandí de Montevideo, Uruguay y Minería de Santiago, y de allí saltó a la televisión.
Radio Montecarlo inicia sus transmisiones a fines del año 1986, pero la radio fue inaugurada oficialmente, el 2 de febrero de 1987. 
Desde sus inicios Montecarlo ha mantenido una línea programática con música en español y romántica. Hoy el gerente general y jefe de programación de Radio Montecarlo es don Orel Ali Alcayaga y Gerente de Administración y Finanzas es Solange Gómez.
Su eslogan Unida a la cadena mundial de los éxitos, fue debido a su alianza con distintos centros de producción en todo el mundo, Radio Express, la empresa norteamericana de promociones musicales más grande del mundo, también a las Revista Billboard, Cash Box y Melody Maker, las más influyentes de la música en el mundo, las que informan el movimiento de los principales éxitos internacionales. Con estas conexiones Radio Montecarlo se mantiene en la primera sintonía por más de 20 años en toda la IV Región. La Serena, Coquimbo, Ovalle, Vicuña, Salamanca, Illapel, Los Vilos.
Una de las características de Radio Montecarlo que están en la memoria colectiva son las voces emblemáticas de Milena Glasinovic identificando la señal horaria, la voz de la locutora colombiana Lilian Corredor en el programa Noti Musicales, Las Cosas de la Noche con Wilson Castro y una característica que identificó la estación desde sus inicios fueron las Frases Espirituales y las Notas Ecológicas con Petronio Romo. Petronio cada mañana iniciaba las transmisiones a partir de las 6.30 horas con su saludo optimista, "Muy buenos días Coquimbo, muy buenos días La Serena" después de este saludo  entregaba un consejo alentador que destacaron a la estación de una forma distinta. También en su programación queda el gran aporte de locutores como César Castro Ramírez, formado en Radio Montecarlo, hoy en TVN y el Canal 24 Horas y el recordado Pepe Pizarro, más conocido por su apodo Pepe Yeruba como conductor del programa matinal, los productores Leonard Martz y Enrique Avilés Muñoz con sus transmisiones del Festival de Viña del Mar, sus entrevistas a grandes estrellas de la música y sus programas juveniles diarios de alta audiencia.
En sus comienzos y hasta el año 2000, se transmitían cada una hora los mensajes espirituales basados en enseñanzas de la Fe Bahai y los Microprogramas Ecológicos en la voz de Petronio Romo, esto como la columna vertebral de la red de 43 estaciones, después de esa fecha se suspende la transmisión vía satélite a sus filiales y comienza una nueva etapa con programas locales en cada punto del país.
Entre los años 1990 y 2000, Montecarlo FM se extendió exponencialmente a todo el país, con filiales locales en cada ciudad, con la idea de crear una Red Regional y ofrecer un producto distinto a las Agencias de Publicidad, con el eslogan Santiago no es Chile; Pensando en que más del 50% de la población habita en regiones, por esta razón sus transmisiones originalmente eran vía satélite la señal de La Serena a todo el país, pero las Agencias de Publicidad al no contar con estudios de audiencia de cada localidad el proyecto fue abortado. Radio Montecarlo terminó con las transmisiones satelitales y hoy se privilegia las transmisiones locales de acuerdo a la necesidad de cada una de ellas.
Radio Montecarlo FM en la Cuarta Región, transmite su señal a La Serena, Coquimbo, Ovalle, Vicuña, Illapel, Salamanca, Los Vilos y pronto a Paihuano, y la red de 43 emisoras. 
Radio Montecarlo en el verano de 1994 realiza una asociación con Radio Concierto de Santiago, a través de una de sus voces Gabriel Salas y de su gerente general Carlos Parker Mac-Pherson, para transmitir desde la ciudad de La Serena, a su señal de Santiago, los eventos, programas, promociones publicitarias en la frecuencia 105.7 FM para La Serena. Para la ocasión, en la producción de estos eventos se desplazaron a la Cuarta Región, el argentino Lalo Mir, los locutores Fernando Solís y Christian Norero y el programador musical Fernando Casas del Valle. Esto marcó un hito tanto en La Serena, como también en Santiago, ya que era la primera experiencia de este tipo en el norte de Chile, fue un gran éxito de sintonía y publicitario. Dicha estación fue posteriormente transferida a Radio Concierto, sin embargo, Radio Montecarlo continuó la asociación con Radio Concierto en las ciudades de Arica, Iquique y Antofagasta hasta que Radio Concierto fue transferida a Iberoamericana Radio Chile en junio de 1998.
Algunas de las estaciones a partir de 1998, se asocian con Radio Universo de Santiago y aportó a dicha red 10 frecuencias en las ciudades de Punta Arenas, Puerto Montt, La Serena, Copiapó, Ovalle, Iquique entre otras. Dicha asociación terminó cuando Radio Universo fue transferida a Radio Cooperativa de Santiago en diciembre de 2005.
El grupo empresarial de comunicaciones Radio Montecarlo está compuesto por la Sociedad Radiodifusora Montecarlo Ltda., la Sociedad Radiodifusora Peñuelas Ltda., Sociedad Prema Ltda., Comercial SP Ltda., Agencia Publicitaria Montecarlo Ltda. que controla la familia Sandoval-Piña y la Productora Audio Video Jazz E.I.R.L. de Domingo Sandoval Lira, que controla emisoras en Pucón, Valdivia (Niebla), Tocopilla, Tal Tal, Chañaral, Illapel, Salamanca, Los Vilos y las instalaciones de Movistar y Entel en la ciudad de La Serena.
A mediados de abril del 2023 la emisora regresa a Ovalle en la frecuencia 100.7 MHz.

## Frecuencias anteriores
Radio Montecarlo estuvo en gran parte del país con emisoras locales en las siguientes frecuencias:
- 94.5 MHz (Arica); hoy Radio Paulina.
- 90.3 MHz (Iquique); hoy Positiva FM.
- 93.7 MHz (Tocopilla); hoy Impacto FM.
- 90.9 MHz (Calama); hoy Alegría del Transporte en el 90.7 MHz.
- 88.1 MHz (Antofagasta); hoy Radio Canal 95.
- 97.5 MHz (Taltal); hoy Radio Madero.
- 102.1 MHz (Chañaral); hoy Radio Madero.
- 104.1 MHz (Caldera); hoy Radio Madero.
- 88.7 MHz (Copiapó); hoy Radio Regional Atacama.
- 100.1 MHz (Vallenar); hoy Radio La 100.1
- 101.3 MHz (Vallenar); hoy Radio Caramelo.
- 103.5 MHz (Vallenar); hoy Madero FM.
- 102.3 MHz (Ovalle); hoy Mi Radio La Serena.
- 99.3 MHz (Illapel); hoy Mi Radio La Serena.
- 94.1 MHz (Salamanca); hoy Pulsar FM.
- 90.9 MHz (Los Vilos); hoy Mi Radio La Serena en el 90.1 MHz.
- 90.7 MHz (San Felipe/Los Andes); hoy Radio La Mexicana.
- 100.7 MHz (La Ligua); hoy Radio Carnaval.
- 95.9 MHz (Viña del Mar/Valparaíso); hoy X FM
- 90.5 MHz (Santa Cruz); hoy Radio Caramelo.
- 93.3 MHz (Curicó); hoy Radio Caramelo
- 103.7 MHz (Curicó); hoy Radio Vida.
- 90.9 MHz (Talca); hoy Radio Caramelo.
- 94.5 MHz (Parral); hoy Radio Azul
- 90.7 MHz (Chillán); hoy Radio Contacto.
- 93.7 MHz (Gran Concepción); hoy Oceanía FM.
- 100.3 MHz (Santa Juana); hoy Radio Florencia.
- 100.9 MHz (Angol); hoy Radio Armonía.
- 105.9 MHz (Angol); hoy Radio Estación Araucanía.
- 97.3 MHz (Lautaro); hoy Radio Lautarísima.
- 94.1 MHz (Loncoche); hoy Radio Delicia.
- 105.5 MHz (Villarrica); hoy Radio Correo del Lago.
- 94.5 MHz (Pucón); hoy Radio Correo del Lago.
- 100.9 MHz (Lican Ray); hoy Radio Correo del Lago.
- 89.5 MHz (Valdivia); hoy Radio Tropical Stereo.
- 91.5 MHz (La Unión); hoy FM Mundo Joven.
- 91.5 MHz (Lago Ranco); hoy FM Mundo Joven.
- 89.3 MHz (Puerto Montt); hoy Estilo FM.
- 96.7 MHz (Ancud); hoy Radio Tropical Stereo.
- 103.3 MHz (Castro); hoy Radio Tropical Stereo.
- 103.1 MHz (Punta Arenas); hoy Radio Carnaval.